# Duke of Groove
Duke of Groove ist ein US-amerikanischer Kurzfilm von Griffin Dunne aus dem Jahr 1996. Der Film war für einen Oscar nominiert.

## Inhalt
Rich Cooper ist ein Teenager, der Ende der 1960er-Jahre in den USA lebt. Mit seiner Mutter Rebecka besucht er eine Party, auf der Janis Joplin zu Gast ist. Rich wird reich beschenkt. Der Gastgeber übergibt ihm eine Schwarzpressung mit Musik seines Idols Bob Dylan, und dann wird er auch noch von der schönen Maya geküsst.
Das Ende der Nacht ist jedoch weniger schön, es endet mit der Enthüllung seiner Mutter, dass Richs Vater die Familie noch in dieser Nacht verlassen werde.

## Veröffentlichung, Hintergrund
Die Premiere des Films fand am 8. Mai 1996 in New York statt.
Unter den Partygästen befinden sich Udo Kier, Carey Lowell und Elliott Gould. Für den Schauspieler Griffin Dunne war es seine erste Regiearbeit.

## Auszeichnung
1996 wurden Griffin Dunne und Thom Colwell für und mit dem Film in der Kategorie „Bester Kurzfilm“ für einen Oscar nominiert.